# Ема Нормандска
Ема Нормандска (985 – 6 март 1052) е кралица на Англия, Дания и Норвегия.
Тя е дъщеря на Ричард I, херцог на Нормандия, и втората му съпруга Гунора. Чрез брака си с Етелред (1002 – 1016) и Кнут Велики (1017 – 1035), тя се превръща в кралица на Англия, Дания и Норвегия. Майка е на трима сина, Едуард Изповедник, Алфред и Хардекнут, както и две дъщери – Года и Гунхилда Датска.